# Neobisium macrodactylum
Neobisium macrodactylum es una especie de arácnido del orden Pseudoscorpionida de la familia Neobisiidae.

## Distribución geográfica
Se encuentra en Europa Central y en Azerbaiyán. La subespecie N. m. montenegrense se encuentra en Montenegro.